# Анфілада

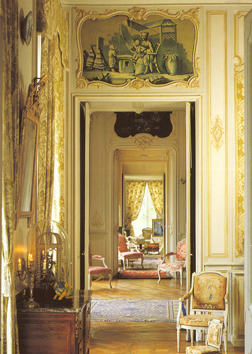
Анфілада в замку Вандевр, Франція

Анфіла́да (також анфіляда, фр. enfilade, від enfiler — «нанизувати на нитку») — послідовний ряд архітектурно поєднаних між собою приміщень, кімнат, дворів, зал, що розміщені на одній осі та з'єднані дверними прорізами. Таким чином утворюється наскрізна перспектива кімнат. Анфілада може міститися також по колу або кривій лінії.
Окрім того, анфіладу можуть утворювати кілька розташованих один за однім на одній осі дворів, сполучених проїздами або проходами, або кілька площ, сполучених вулицями чи провулками.

## Галерея

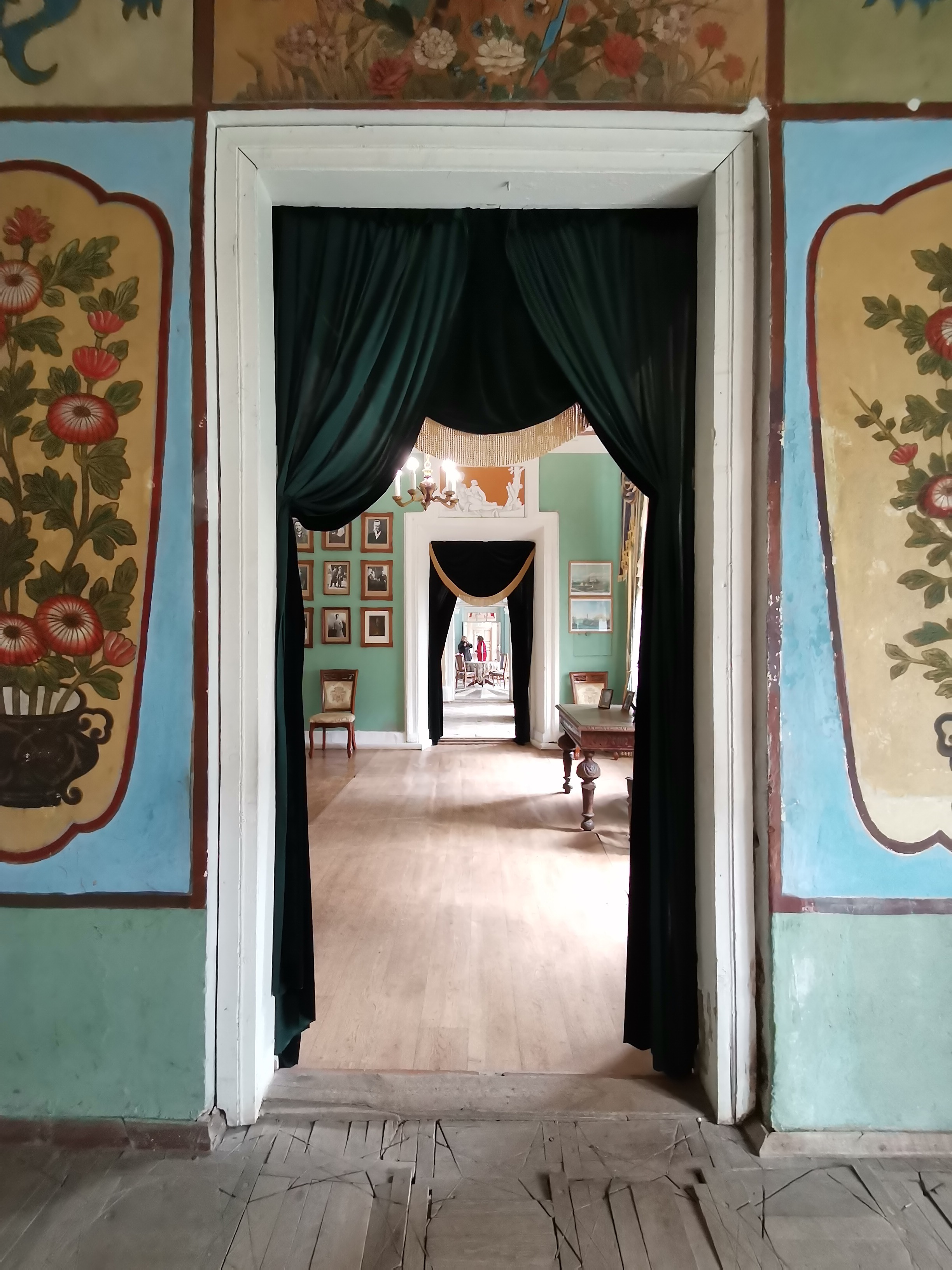
Анфілада палацу в Самчиках